# Cyrus Sahukar

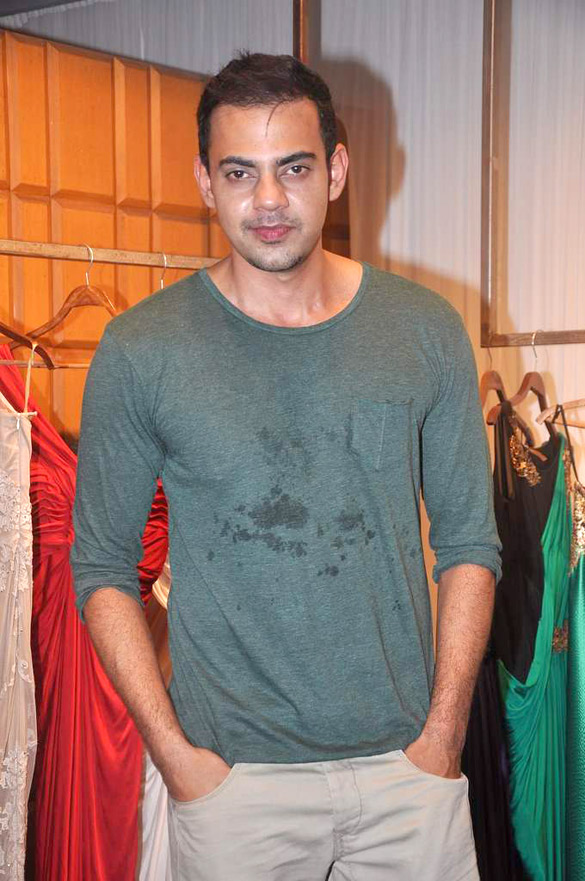
Cyrus Sahukar

Cyrus Sahukar (* 6. August 1980) ist ein indischer Moderator und Schauspieler.
Sahukar arbeitet für die indische Ausgabe des Musiksenders MTV. Er erscheint dort in verschiedenen satirischen Formaten und persifliert bekannte indische Persönlichkeiten und TV-Formate des Landes, wie MTV Bakra, in Piddhu the Great (den ehemaligen Cricketspieler Navjot Singh Sidhu) und in Rendezvous with Semi Girebal (die Sendung Rendezvous with Simi Garewal).
2006 spielte Sahukar in dem international erfolgreichen Bollywood-Film Rang De Basanti – Die Farbe Safran mit.